# Norihito Kobayashi
Norihito Kobayashi (japanisch 小林 範仁, Kobayashi Norihito; * 4. Mai 1982 in Akita) ist ein ehemaliger japanischer Nordischer Kombinierer.

## Werdegang
Norihito Kobayashi betrieb seinen Sport seit 1995. Er war Student und lebt in Sapporo. Er startete für das Tokio Biso Ski Team. Kobayashi gab sein Debüt im Weltcup im Februar 2000 als 21. bei einem Wettbewerb in der Gundersen-Methode in seiner Heimatstadt Sapporo. Bei den Junioren-Weltmeisterschaften 2001 in Karpacz gewann er 2001 den Wettbewerb in der Gundersen-Methode und wurde Dritter im Sprint. In Lahti wurde er daraufhin bei den Nordischen Skiweltmeisterschaften 2001 im Sprint eingesetzt, den er als 33. beendete. Die Junioren-WM 2002 in Schonach verlief 2002 weniger erfolgreich. Im Gundersenwettbewerb wurde er 14. und mit der japanischen Staffel Sechster. Besser lief es für den Japaner bei den Olympischen Spielen 2002 von Salt Lake City. In Soldier Hollow wurde er 17. des Sprints. Nach den Spielen startete Kobayashi bis Ende 2005 fast nur noch im B-Weltcup. Auch die Nordischen Skiweltmeisterschaften 2003 im Val di Fiemme brachten keine Erfolge. Zwar wurde er mit der japanischen Staffel Sechster, aber im Gundersenwettbewerb wurde er nur 26. und im Sprint belegte er den 43. Rang.
Seinen internationalen Durchbruch hatte Norihito Kobayashi vor den Olympischen Spielen 2006 von Turin. In Harrachov kam er als Vierter im Sprint erstmals unter die besten Zehn, im Gundersen-Wettbewerb wurde er zudem Neunter. Bei Olympia erreichte er kurz darauf in Pragelato den 16. Rang im Gundersen-Wettbewerb und wurde 18. im Sprint. Mit der Staffel belegte er den sechsten Platz. In mehr als 70 Weltcup-Starts kam Kobayashi bislang neunmal unter die besten Zehn. Bei den Heimweltmeisterschaften 2007 in Sapporo wurde er mit der Mannschaft Achter, im Gundersenwettbewerb 25. und belegte im abschließenden Sprint den 26. Platz. Bei den Nordischen Skiweltmeisterschaften 2009 in Liberec gelang ihm sein größter Erfolg, als er sich als Schlussläufer in der 4 × 5-km-Staffel im Fotofinish gegen den Deutschen Tino Edelmann durchsetzen konnte und somit das japanische Kombinierer-Team zu Gold führte. In den beiden Gundersenwettbewerben wurde er Fünfter von der Normal- und 16. von der Großschanze, während er im Massenstartwettbewerb den 17. Platz erreichte.
Bei den Olympischen Winterspielen 2010 in Vancouver erreichte Kobayashi den siebenten Platz im Einzel von der Normalschanze sowie den 27. Platz von der Großschanze. Mit der Mannschaft beendete er den Teamwettbewerb auf Rang sechs. Nach den Spielen gelangen ihm in Lahti und Oslo noch einmal zwei Punkteplatzierungen, die ihm am Ende Rang 22 des Gesamtweltcup einbrachten.
Die folgende Saison 2010/11 wurde seine Abschiedssaison vom internationalen Kombinations-Weltcup. In den ersten 10 Weltcup-Rennen schaffte er nur dreimal den Sprung in die Punkteränge. Bei den Nordischen Skiweltmeisterschaften 2011 in Oslo verpasste er als 35. von der Normalschanze erneut eine gute Platzierung. Lediglich mit der Mannschaft schaffte er als Sechster von der Normalschanze und Fünfter von der Großschanze eine gute Platzierung. Nach einem weiteren 20. und einem 40. Platz beim Weltcup-Finale in Lahti beendete er seine letzte Saison als 38. der Weltcup-Gesamtwertung.

## Erfolge

### Weltcup-Statistik
Die Tabelle zeigt die erreichten Platzierungen im Einzelnen.
- Platz 1.–3.: Anzahl der Podiumsplatzierungen
- Top 10: Anzahl der Platzierungen unter den ersten zehn
- Punkteränge: Anzahl der Platzierungen innerhalb der Punkteränge
- Starts: Anzahl gelaufener Rennen in der jeweiligen Disziplin

| Platzierung         | Einzel a | Sprint | Massenstart | Team   | Team    | Gesamt |
| Platzierung         | Einzel a | Sprint | Massenstart | Sprint | Staffel | Gesamt |
| ------------------- | -------- | ------ | ----------- | ------ | ------- | ------ |
| 1. Platz            |          |        |             |        |         |        |
| 2. Platz            |          |        |             |        |         |        |
| 3. Platz            |          |        |             |        |         |        |
| Top 10              | 13       | 4      | 1           |        | 4       | 22     |
| Punkteränge         | 44       | 21     | 7           |        | 4       | 76     |
| Starts              | 70       | 36     | 9           |        | 4       | 119    |
| Stand: Karriereende |          |        |             |        |         |        |